# Fusil antimaterial
Un fusil antimaterial es un fusil preparado para usarse principalmente contra equipamiento.
Este tipo de fusil tiene su origen en el fusil antitanque, el cual apareció en la Primera Guerra Mundial y fue empleado hasta la Segunda Guerra Mundial, cuando se confirmó que era totalmente obsoleto ante el aumento del espesor del blindaje de los tanques de la época. Actualmente la mayoría de vehículos blindados modernos tienen un blindaje al cual ningún fusil puede perforar, sin embargo, los fusiles antimaterial pueden destruir vehículos ligeros sin blindaje, aeronaves estáticas, pequeñas embarcaciones y equipamientos terrestres como radares o lanzamisiles.
Este tipo de fusiles pueden cumplir roles similares a los fusiles de francotirador, generalmente disparan cartuchos de calibre 12,7 mm, utilizan bípodes y frenos de boca.
Ejemplos de estos fusiles son los fusiles Barrett M82, Steyr HS .50, McMillan Tac-50, Zastava M93 y Barrett M95.
Actualmente este tipo de fusiles son utilizados por muchas fuerzas armadas del mundo.

## Galería

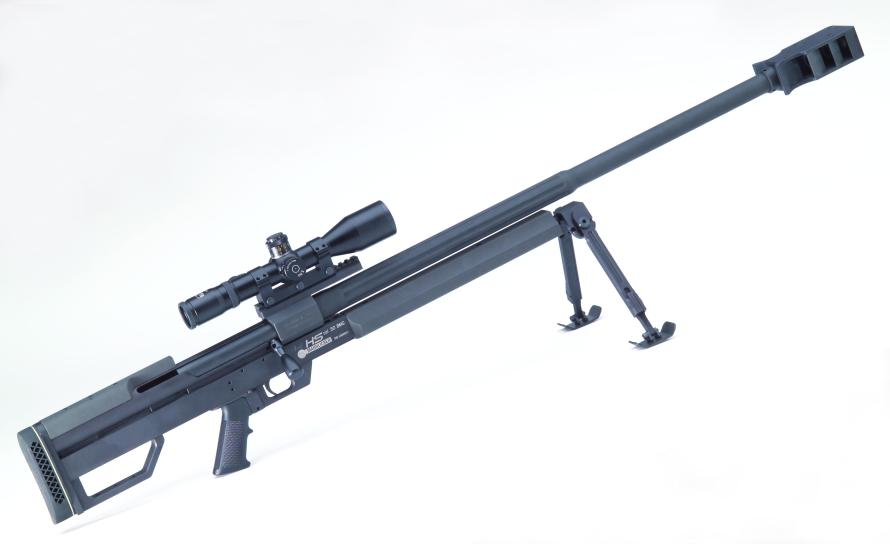
Steyr HS .50 austríaco.
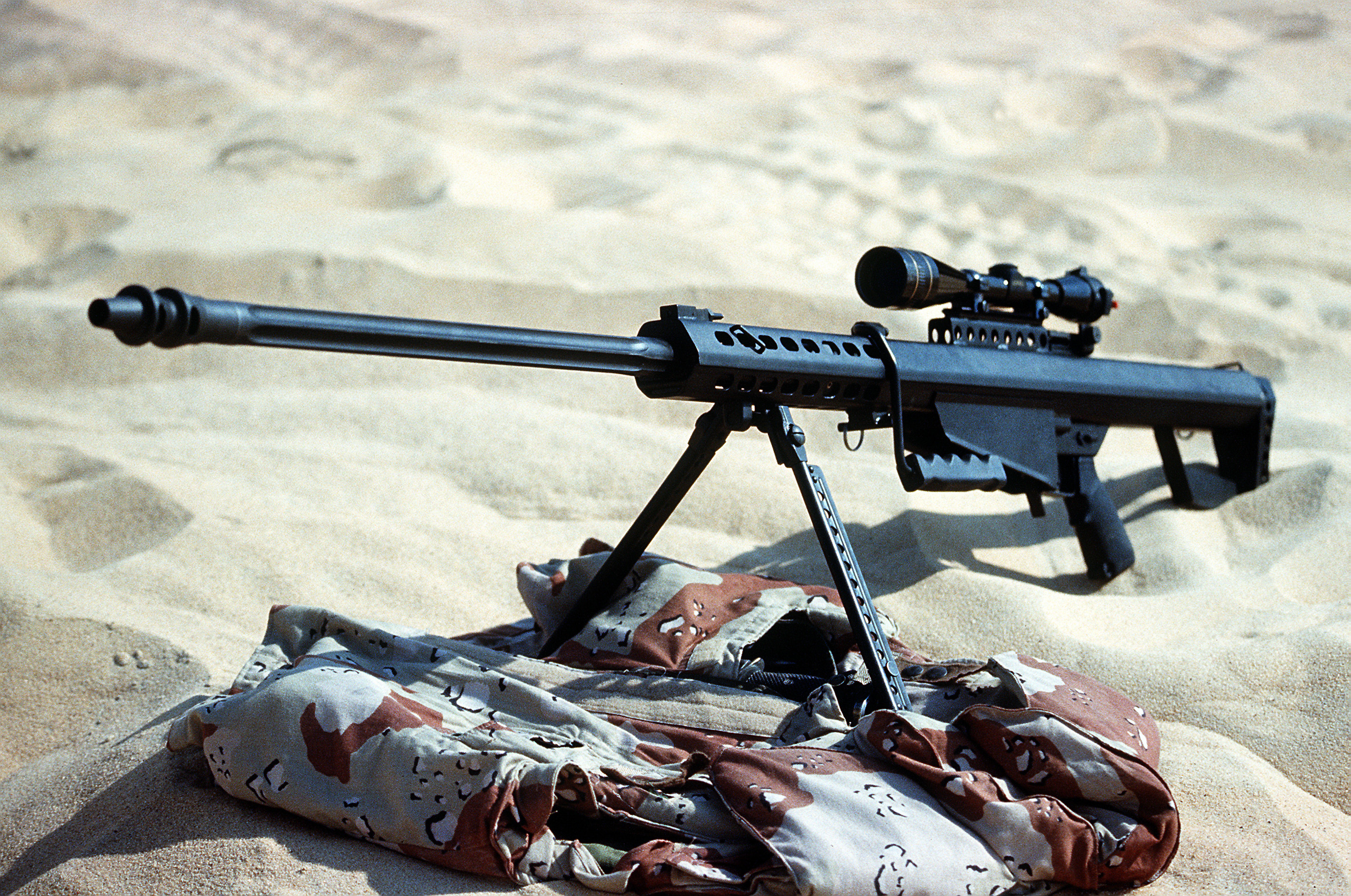
Barrett M82 estadounidense.
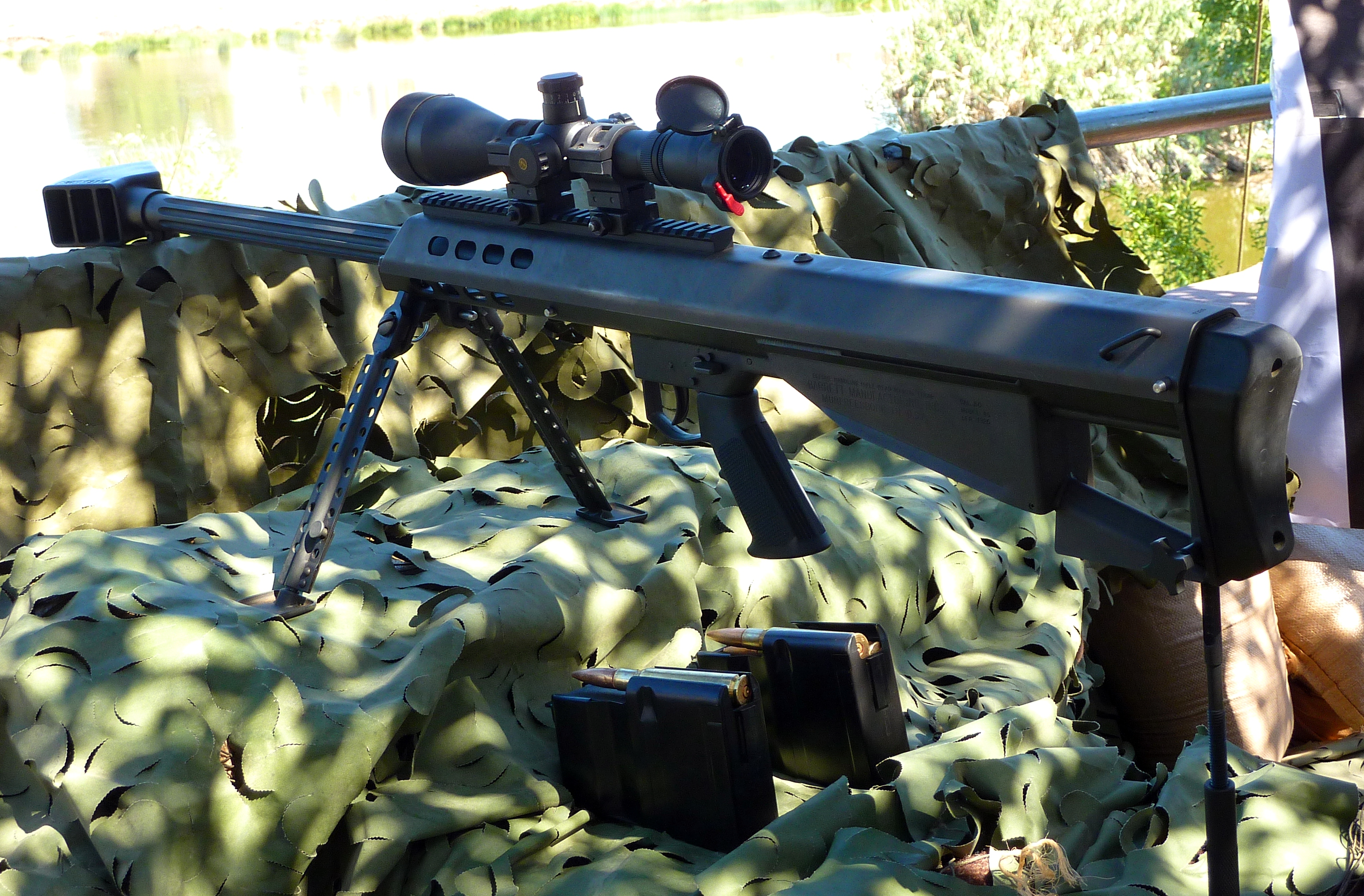
Barrett M95SP del Ejército Español.
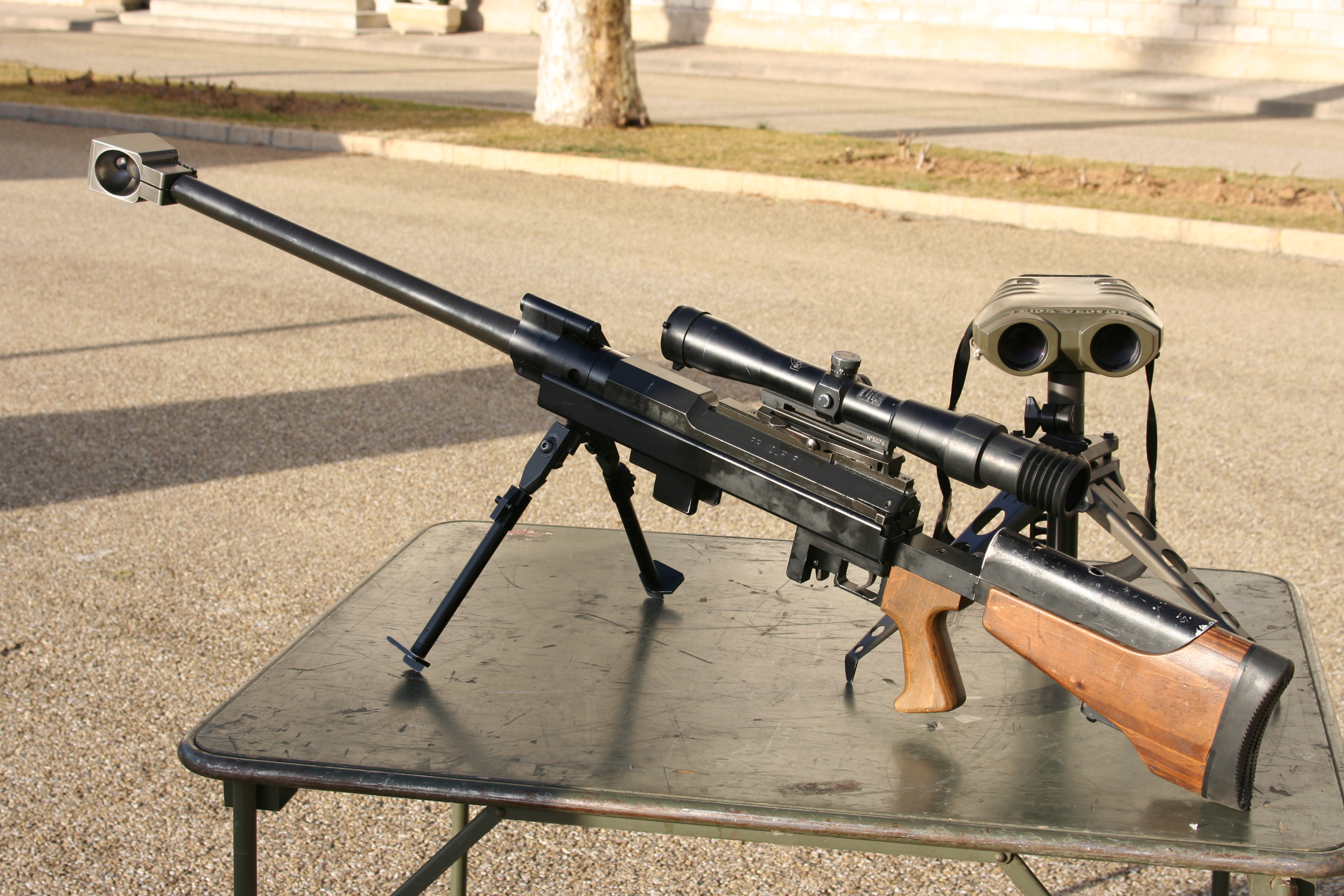
PGM Hécate II francés.
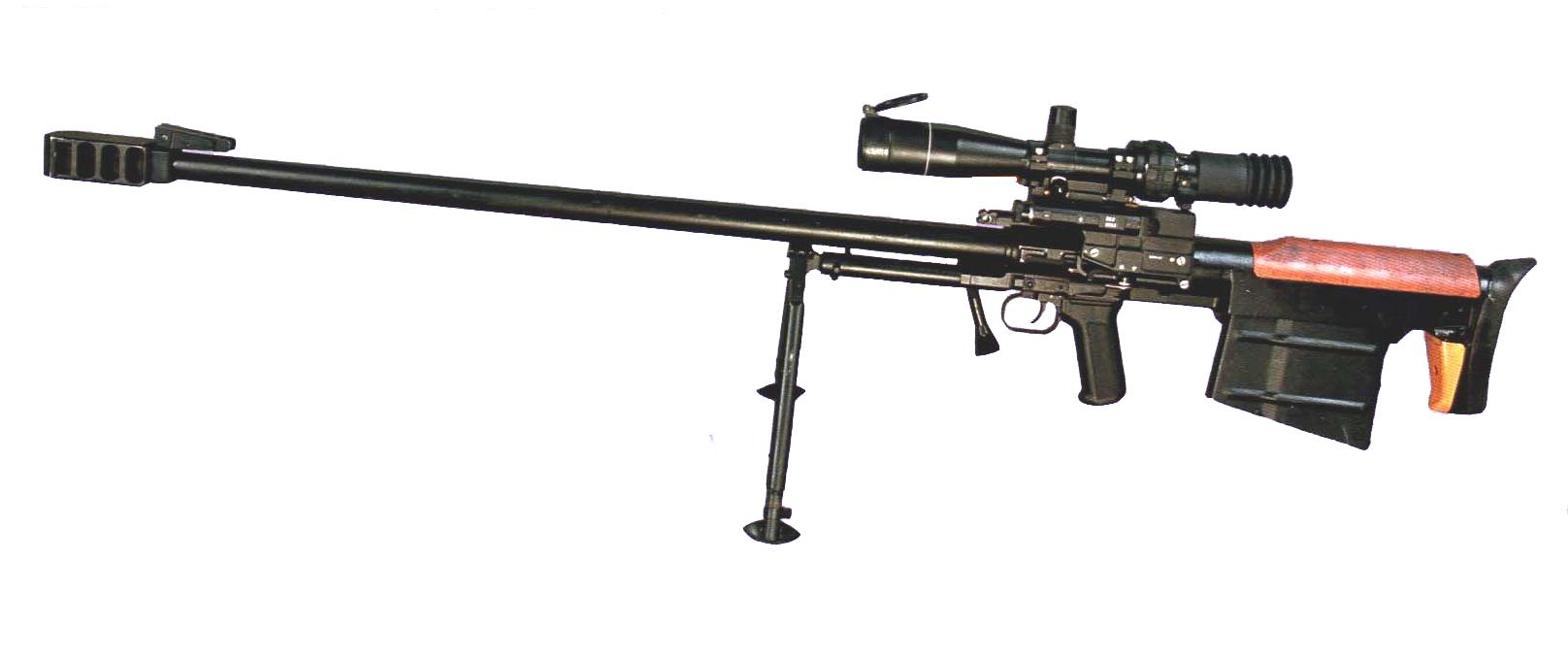
KSVK ruso.
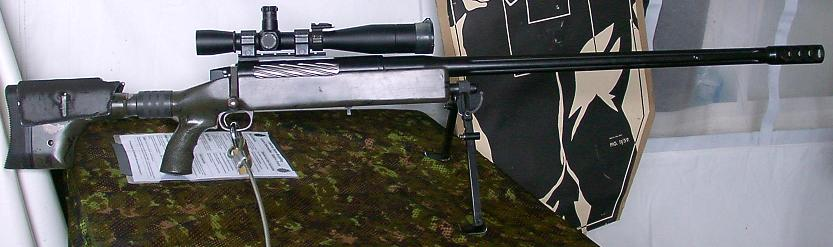
McMillan Tac-50, fusil de francotirador de largo alcance estándar del Ejército de Canadá.
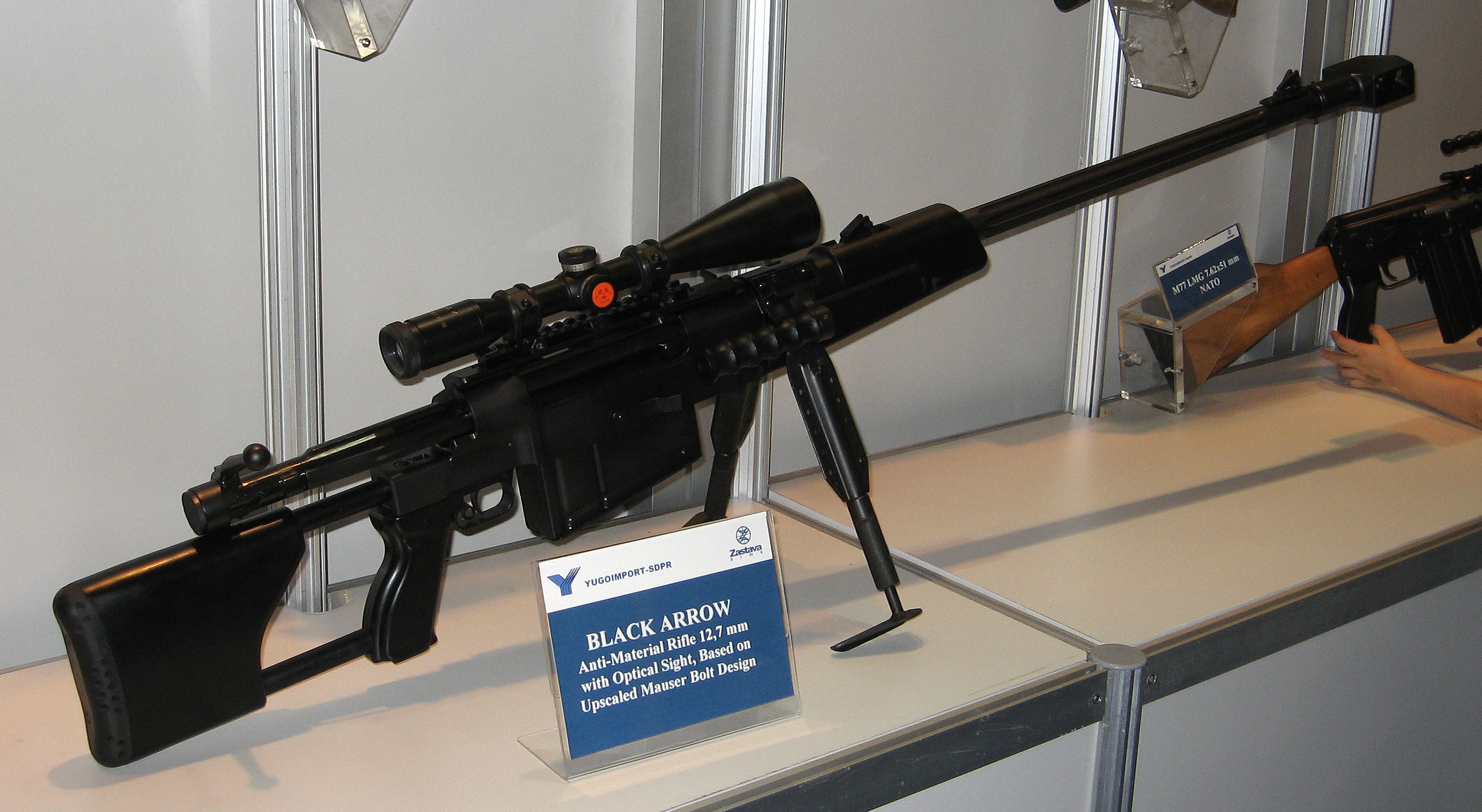
Zastava M93, fusil de francotirador serbio.
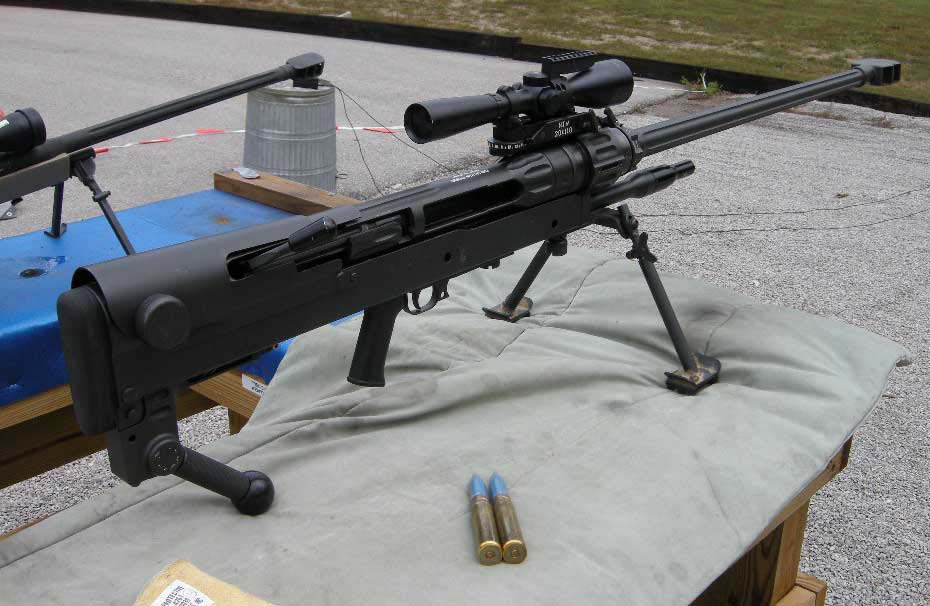
Denel NTW-20 sudafricano.
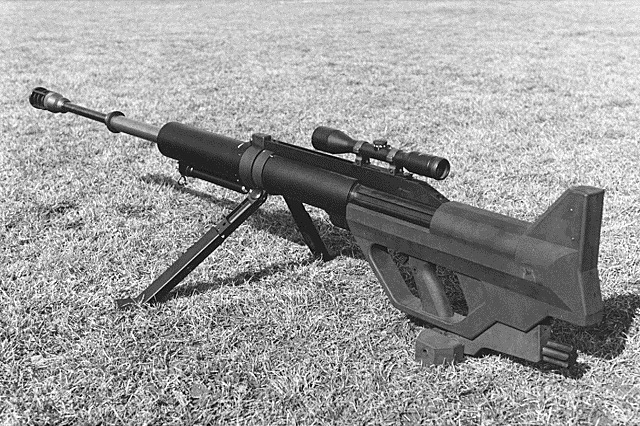
Steyr IWS 2000 austriaco.